# Ermita de Nuestra Señora de Piedraescrita
La ermita de Nuestra Señora de Piedraescrita está enclavada en el paraje singular de “Los Barrancos”, distante algo más de 5 km de la localidad de Campanario (Provincia de Badajoz, España) y corona la cima de una de las numerosas lomas escasas de vegetación que caracterizan al lugar. 

## Historia y descripción
Rodeado de una cerca de poca altura, el edificio no ha variado demasiado el aspecto desde que Don Juan Rodríguez Villafuerte nos describiera el emblemático templo que acoge la imagen de  Nuestra Señora de Piedraescrita en el año 1595. La ermita es de planta rectangular alargada fabricada de mampostería y sillares en contrafuertes. Porticada en la fachada de los pies y en el muro de la Epístola, las columnas graníticas que lo sustentan denotan antigüedad, quizá reaprovechadas de alguna construcción romana cercana. La cubierta fue solucionada mediante tejado a dos aguas de madera. Por lo que se conoce, la obra fue levantada a principios del siglo XVI. La cabecera fue cubierta con bóveda de crucería, hoy muy remodelada con un camarín barroco construido a mediados del siglo XVIII. 
Alberga esta cámara a la Virgen que otorgó el nombre de la ermita, que a su vez vino dado por una lápida romana con epígrafe que se conserva embutida en la fachada meridional del templo. Esta losa, según la leyenda, escondía debajo la antigua talla de madera de la Virgen, siendo por ello bautizada con el nombre de Piedraescrita. 
Podemos leer en la lápida lo siguiente: L. VALERIO/ L. F. CAL SIL/VANO. VIC/ CT VALERI ANO VICT, que según la transcripción más aceptada desde la antigüedad dice: “Lucio Valerio: Hijo de Lucio Calígula Silvano Victor. Valeriano Victor.”
Al otro lado del edificio, en el muro del Evangelio, se han adosado las dependencias del ermitaño. Bajo el camarín que acoge la imagen de la Virgen, se encuentra enterrado el que fue párroco de la villa D. Jesús Aponte Ponce, con cuya devoción y dedicación hacia ésta logró que fuera coronada Patrona de La Serena. 
El templo, debido a sus características artísticas y valor cultural, fue declarado Bien de Interés Cultural por la Consejería de Cultura y Patrimonio de la Junta de Extremadura en el año 1993. 
La talla original de Nuestra Señora de Piedraescrita fue una imagen tardorrománica de “tipo arcaico” datada en el siglo XIII y destruida durante la contienda civil. La actual fue realizada a partir de una fotografía que se conserva de esta primera. Es una imagen realizada en madera de 60 cm de altura y basada, no sabemos con que grado de fiabilidad, en la original encontrada, ya que se acometen intervenciones a principios del siglo XX centradas en los rostros, brazos del Niño y manos de la Virgen. A María se la representó sedente, cogiendo al niño con la mano izquierda sobre su regazo y mostrando con la derecha una bola, atributo que también sostiene su hijo y que es símbolo de la tierra que reinan.
- Datos: Q5835952